# Around the Sun
«Around the Sun» (рус. Вокруг Солнца) — 13-й студийный альбом американской рок-группы R.E.M., выпущенный в 2004 году лейблом Warner Bros. Records.

## Список композиций
Все песни — Питер Бак, Майк Миллз и Майкл Стайп.
| №   | Название               | Длительность |
| --- | ---------------------- | ------------ |
| 1.  | «Leaving New York»     | 4:49         |
| 2.  | «Electron Blue»        | 4:12         |
| 3.  | «The Outsiders»        | 4:14         |
| 4.  | «Make It All Okay»     | 3:43         |
| 5.  | «Final Straw»          | 4:06         |
| 6.  | «I Wanted to Be Wrong» | 4:34         |
| 7.  | «Wanderlust»           | 3:04         |
| 8.  | «Boy in the Well»      | 5:22         |
| 9.  | «Aftermath»            | 3:52         |
| 10. | «High Speed Train»     | 5:03         |
| 11. | «The Worst Joke Ever»  | 3:37         |
| 12. | «The Ascent of Man»    | 4:07         |
| 13. | «Around the Sun»       | 4:29         |

## Реакция критиков и публики
Around the Sun был довольно прохладно встречен большинством музыкальных критиков. По мнению одного из редакторов интернет-портала «Allmusic» Стивена Томаса Эрлевайна, вошедшие в альбом «песни крепко сколочены, но при этом скучны, им не хватает музыкальных и текстовых хуков». Обозреватель журнала «Rolling Stone» Барри Уолтерс охарактеризовал Around the Sun как «ещё один медленный, бессвязный CD от трио, которое не может полностью оправиться после ухода барабанщика Билла Берри в 1997 году».
В США Around the Sun стал первым студийным альбомом коллектива со времён пластинки Green (1988), миновавшим первую десятку национального хит-парада — Around the Sun достиг 13-го места в американском чарте и не покидал список 200 самых популярных альбомов страны в течение 7 недель.